# Denis William Brogan
Denis William Brogan (11 août 1900 – 5 janvier 1974) est un écrivain et historien écossais.

## Jeunesse et éducation
Denis Brogan est né à Glasgow, le fils aîné de Denis Brogan (1856-1934), maître tailleur, et d'Elizabeth Toner. Son père est originaire du comté de Donegal et est un nationaliste irlandais et pro-Boer à l'esprit libéral qui, à un moment donné, est chef de la branche de Glasgow de la United Irish League, tandis que sa mère est la sœur de John Toner, évêque de Dunkeld,. Le jeune Brogan fait ses études à l'école catholique St Columcille, à Rutherglen, et à la Rutherglen Academy. Après avoir été initialement incité par ses parents à étudier la médecine à l'Université de Glasgow, il opte pour un diplôme en arts après une série de mauvaises notes à ses examens et obtient une maîtrise avec mention en 1923. Brogan étudie ensuite au Balliol College d'Oxford, où il obtient un diplôme supplémentaire en histoire en 1925. Il passe ensuite une année supplémentaire à étudier la politique américaine à l'Université Harvard grâce à une bourse de recherche Rockefeller.
Brogan a trois frères, dont le plus connu est le journaliste conservateur Colm Brogan (en) (1902-1977). Ses deux autres frères et sœurs, Willie et Diarmuid, enseignent tous deux à la St Mungo's Academy dans l'East End de Glasgow.

## Carrière
À son retour de Harvard, Brogan est brièvement journaliste au Times de Londres. Il choisit ensuite d'entrer dans le monde universitaire, enseignant successivement à l'University College de Londres et à la London School of Economics. C'est dans cette dernière institution que Brogan publie son ouvrage The American Political System (1933), qui est ensuite décrit dans The Guardian comme « remplaçant à bien des égards l'ouvrage classique de Lord Bryce sur la politique américaine ». Selon Herbert Butterfield, l'économiste de gauche Harold Laski dote Brogan « à la fois de la stimulation et du patronage » nécessaires pour écrire le livre.
En 1934, Brogan est élu membre du Corpus Christi College d'Oxford. Cinq ans plus tard, en 1939, il part à l'Université de Cambridge pour occuper la chaire de Science politique, devenant ainsi membre de Peterhouse ; il y reste jusqu'à sa retraite en 1968. Il est élu à l'Académie américaine des arts et des sciences en 1966 et à la Société américaine de philosophie en 1971,. Brogan est connu pour ses conférences radiodiffusées, principalement sur des thèmes historiques, au Round Britain Quiz de la BBC Radio, où il joue un personnage irritable et hyperacadémique. En 1963, il est fait chevalier,,,.

## Mort
Brogan est décédé à Cambridge le 5 janvier 1974. Il est enterré dans la paroisse de l'Ascension Burial Ground à Cambridge. Son épouse Olwen Brogan, archéologue et autorité sur la Libye romaine et mère de ses quatre enfants – dont l'historien Hugh Brogan et le journaliste Patrick Brogan – est également enterrée dans le même cimetière ; elle se remarie avec Charles Hackett.

## Travaux
- The American Political System (1933) Extraits
- Proudhon (1934)
- The Development of modern France, 1870–1939 (éditions de 1940 et ultérieures)
- Politics and Law in the United States  (1941) Extraits
- The English People: Impressions and Observations (1943)
- The American Character (1944)
- French Personalities and Problems (1945) Extraits
- The Era of Franklin D. Roosevelt (1950)
- he Price of Revolution (1951)
- Politics in America  (1954)
- The French Nation: from Napoleon to Pétain, 1814–1940 (1957)
- America in the Modern World (1960)
- American Aspects (1964)
- Worlds in Conflict (1967)
- France under the Republic (1974)[11]